# لويس كاسترو (لاعب كرة قدم أوروغوياني)
لويس كاسترو (بالإسبانية: Luis Ernesto Castro)‏ (31 يوليو 1921 مونتفيدو الأوروغواي - 17 ديسمبر 2002 مونتفيدو الأوروغواي) هو لاعب كرة قدم أوروغواني سابق كان يلعب كمهاجم، شارك في كأس العالم لكرة القدم 1954.

## روابط خارجية
- لويس كاسترو على موقع الاتحاد الدولي (مؤرشف)  (الإنجليزية)
- لويس كاسترو على موقع قاعدة بيانات كرة القدم.إي يو (الإنجليزية)
- لويس كاسترو على موقع ناشيونال فوتبول تيمز (الإنجليزية)
- لويس كاسترو على موقع Soccerway.com (الإنجليزية)
- لويس كاسترو على موقع عالم كرة القدم.نت (الإنجليزية)